# Медиак (река)
Медиак (устар. Мидиак) — река в России, протекает по Аргаяшскому и Сосновскому районам Челябинской области. Устье реки находится в 28 км по правому берегу реки Зюзелга. Длина реки — 21 км, площадь водосборного бассейна — 136 км².

## Населённые пункты
Аргаяшский район
- Бол. Усманова
- Акбашева
- Левашева
- Медиак

Сосновский район
- Медиак

## Данные водного реестра
По данным государственного водного реестра России относится к Иртышскому бассейновому округу, водохозяйственный участок реки — Миасс от города Челябинск и до устья, речной подбассейн реки — Тобол. Речной бассейн реки — Иртыш.
Код объекта в государственном водном реестре — 14010501012111200003676.